# 聖克魯斯港

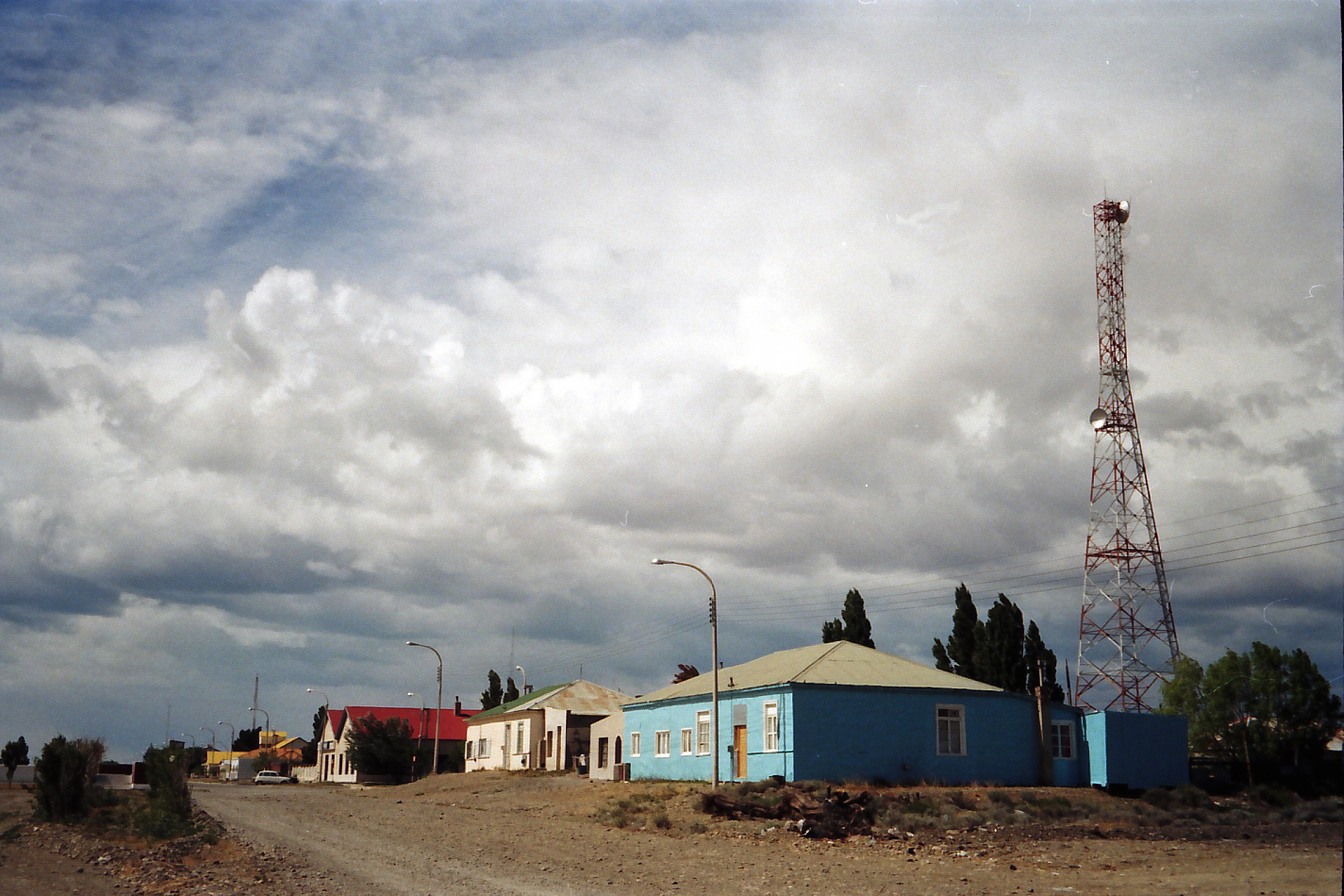
聖克魯斯港

聖克魯斯港（西班牙語：Puerto Santa Cruz）是阿根廷的城市，位於該國南部聖克魯斯省，是科爾彭艾克縣的首府，面積3.54平方公里，2010年人口4,431，人口密度每平方公里1,251.6人。